# Four for Trane
Four for Trane ist ein Jazz-Album von Archie Shepp, aufgenommen in Englewood Cliffs, New Jersey am 10. August 1964 und veröffentlicht auf Impulse! Records.

## Das Album
Im Jahr 1965 begann der Saxophonist Archie Shepp eine kurze Zusammenarbeit mit John Coltrane, die sich entsprechend auf sein weiteres Werk auswirken sollte. So spielte Shepp bei verschiedenen Club-Gastspielen mit Coltrane; ein Auftritt auf dem Newport Jazz Festival Shepps wurde mit einem Coltrane-Album gekoppelt (New Thing at Newport, Impulse! A 94).
Dieser Entwicklung voraus ging die Auseinandersetzung mit Coltranes Kompositionen und seiner Spielweise mit dem im August 1964 aufgenommenen Album Four for Trane. Die Stücke, darunter vier Coltrane-Kompositionen, die aus dessen Atlantic-Phase nach 1959 stammten, zeigen unmittelbar den großen Einfluss John Coltranes auf sein musikalisches Umfeld dieser Zeit. Archie Shepp hatte für diese Session, seine erste für das junge Jazzlabel Impulse!, Musiker der damaligen Jazz-Avantgarde engagiert, wie den Altsaxophonisten John Tchicai und den Posaunisten Roswell Rudd, die vorher mit Milford Graves im New York Art Quartet gespielt hatten. Mit Tchicai und Don Cherry hatte Shepp zuvor auch in der Formation New York Contemporary Five gearbeitet.
Weitere Mitspieler waren der Bassist Reggie Workman, der zuvor mit Coltrane bei dessen Auftritten im New Yorker Village Vanguard und auf dessen Album Africa/Brass 1961 gespielt hatte, der Schlagzeuger Charles Moffett, der mit dem – von Shepp bewunderten – Ornette Coleman gearbeitet hatte, sowie der relativ unbekannt gebliebene Trompeter
Alan Shorter, älterer Bruder des Saxophonisten Wayne Shorter, dessen Aufnahme-Debüt diese Platte war. Roswell Rudd fungierte zudem als Arrangeur der Session.
Der erste Titel, „Syeeda’s Song Flute“, Coltranes Komposition aus seinem 1959 entstandenen Giant Steps-Album, zeigt einen vom Blues kommenden Shepp in einem ungestümen Zusammenspiel des Saxophonisten mit Roswell Rudd.
„Mr. Syms“, das Coltrane im Oktober 1960 einspielte (veröffentlicht auf Coltrane Plays the Blues), setzt anfangs das Blues-Feeling fort; es beginnt mit einem Solo von Alan Shorter, mit kurzen scharfen Stakkato-Spitzen, dem Archie Shepp antwortet und schließlich sein Solo mit seiner typischen Überblas-Technik anhängt. Das Stück endet mit dem thematischen
Ensemblespiel.
Seine berühmte Komposition „Cousin Mary“ nahm Coltrane im Mai 1959 ebenfalls für das Giant Steps-Album auf. Hier beginnt sie mit dem kurzen Unisono-Spiel der Bläsergruppe, aus dem Archie Shepp sogleich ausbricht mit einem knarzenden Solo, umrahmt von der Bläsergruppe, die immer wieder kurz das Cousin Mary-Thema anspielt. Es folgt eine – sogleich bewusst vom Original John Coltranes wegspielende – Interpretation von „Naima“, das Arrangeur Rudd „Niema“ nennt; eine offen angelegte Ensemble-Suite. Morton und Cook beschrieben die harmonische Konzeption von Four for Trane, die auf ein Piano als Begleitinstrument verzichtet, als frei und fließend, die Coltrane selbst für sich nicht versucht hätte.
Die Kritiker heben insbesondere John Tchicais Solo im letzten Titel „Rufus“ hervor, dem einzigen von Shepp komponierten Titel des Albums; es beschließe mit seinem dramatischen Ende einen Set mit kraftvoller und engagierter Musik.

## Bewertung des Albums
Richard Cook und Brian Morton, die in ihrem Penguin Guide to Jazz Four for Trane mit der zweithöchsten Bewertung versehen, betrachten das Album als eines der klassischen Jazzalben der 1960er Jahre und einen faszinierenden Blick darauf, wie die durch Coltrane ausgelöste musikalische Revolution klingen konnte. LeRoi Jones in seinen liner notes weist auf die Bedeutung hin, die Shepp als Post-Coltrane-Saxophonist durch dieses Werk erlangte und den tief emotionalen Respekt, den Shepp einem seiner Vorbilder zollte, andererseits der Versuchung entging, Coltrane nachzuspielen, sondern vielmehr seine eigenen Wurzeln – wie auch das Spiel von Ben Webster oder Sonny Rollins – in die Konzeption des Albums zu integrieren. Der All Music Guide, der das Album mit der Höchstbewertung, auszeichnet, lobt die Kraft der eigenständigen Arrangements von Roswell Rudd und die blues-betonten Soli von Shepp und Tchicai.
Die Musikzeitschrift Jazzwise nahm das Album in die Liste The 100 Jazz Albums That Shook the World auf; Keith Shadwick schrieb:
„Four for Trane zeigte nicht nur eine Veränderung in der Gefolgschaft gegenüber Coltrane, sondern auch seine Begabung zum Arrangement und eine durch und durch eigenständige Spielhaltung zu einer Zeit, in der jedemann Trane oder Rollins nachahmte. Er mag zwar später noch radikaler werden, jedoch war dies bei seinem ersten Erscheinen zu 100% etwas Neues“.

## Die Titel
- Archie Shepp Sextet – Four for Trane (Impulse AS 71 (LP) / 254644-2 (CD) / IMP 12182 (CD))

1. Syeeda’s Song Flute (Coltrane) 8:26
2. Mr. Syms (Coltrane) 7:38
3. Cousin Mary (Coltrane) 7:11
4. Naima (Coltrane) 7:08
5. Rufus (Swung, his face at last to the wind, the his neck snapped) (Shepp) 6:23

Das Plattencover, fotografiert von Chuck Stewart, zeigt Coltrane und Shepp.